# Striscia di frontiera polacca
Con l'espressione striscia di frontiera polacca (in tedesco Polnischer Grenzstreifen, in polacco Polski Pas Graniczny) o striscia di confine polacca ci si riferisce ai quei territori che l'Impero tedesco voleva annettersi dal Regno del Congresso durante la prima guerra mondiale. Appare in alcuni piani proposti da ufficiali tedeschi come il territorio che il Regno di Polonia avrebbe dovuto cedere all'Impero tedesco dopo la vittoria degli Imperi Centrali. I polacchi e gli ebrei che abitavano in questo territorio sarebbero stati espulsi e al suo posto si sarebbero insediati coloni tedeschi. L'area proposta della striscia di frontiera era di circa 30.000 km quadrati (approssimativamente come il Belgio) e 2 milioni di persone sarebbero state espulse per far posto a tedeschi. La striscia sarebbe inoltre servita per separare la popolazione polacca della Grande Polonia prussiana da quella del Regno del Congresso. Questo piano è stato descritto come il primo tentativo nella storia europea moderna di rimuovere un'intera popolazione come soluzione a conflitti tra nazioni. Con la sconfitta della Germania nella guerra, questi piani non vennero portati a termine.

## Storia
Nel luglio 1917 il Comando Supremo tedesco del generale Erich Ludendorff, come parte del dibattito e della pianificazione per quanto riguardava la cessione della "striscia di confine" alla Germania, precisò i propri disegni in un memorandum. Esso propose di annettere una "striscia di confine" molto allargata di 20.000 chilometri quadrati, e l'espulsione della preesistente popolazione polacca ed ebraica (che contavano tra 2.000.000 e 3.000.000 persone) da un territorio di 8.000 chilometri quadrati con la sostituzione di tedeschi etnici. I polacchi che vivevano in Prussia, specialmente nella provincia di Posen, sarebbero stati "incoraggiati" con mezzi non specificati a trasferirsi nel Regno di Polonia controllato dalla Germania.
Tali proposte vennero anche supportate dalla minoranza tedesca del Regno del Congresso, che in precedenza aveva suggerito l'annessione di tutto il territorio fino a Łódź (in tedesco Lodsch) in una lettera al governo tedesco. Questi piani vennero sviluppati e approvati dal governo tedesco nel marzo 1918, e in aprile ottennero l'appoggio della Camera dei signori di Prussia; questi programmi vennero discussi e sviluppati attraverso un ampio spettro di partiti politici e gruppi interessati, come politologi, industriali e organizzazioni nazionaliste come la lega pangermanica. Nell'agosto 1918 l'imperatore Carlo I d'Austria si dichiarò contrario a ogni piano di annessione tedesco. In risposta il generale Ludendorff accettò di lasciare Vilnius (oggi capitale della Lituania) e probabilmente Minsk (capitale dell'odierna Bielorussia) alla Polonia, ma riaffermò il piano della "striscia di frontiera". Ad ogni modo, tutto ciò non lenì il risentimento polacco, visto che il ritorno di Vilnius veniva considerato come naturale e venne rifiutata l'idea di cedere qualsiasi parte del precedente Regno del Congresso. Parti di questi piani vennero ripresi dai nazisti dopo la Grande Guerra e implementati nel Generalplan Ost.